# Pyłkowina

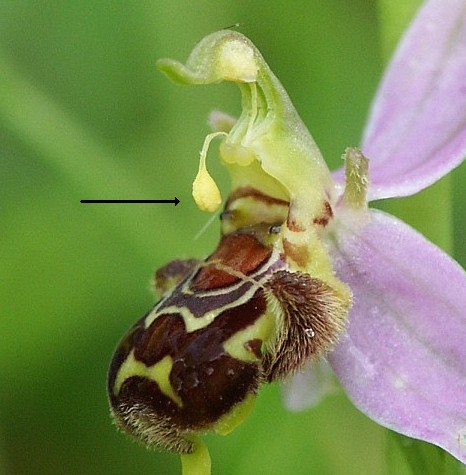
Pyłkowina dwulistnika pszczelego

Pyłkowina (ang. pollinium (l.poj.), pollinia (l. mn.)) – ziarna pyłku zlepione w całość za pomocą substancji zwanej wisciną lub kitem pyłkowym. Substancja ta ma postać lepkich, elastycznych nici powstających z komórek jednowarstwowej tkanki wyścielającej woreczki pyłkowe. Pyłkowiny powstają w pręcikach kwiatów większości roślin storczykowatych (Orchidaceae) i trojeściowatych (Asclepiadoideae). 
Pyłkowiny sklejone wisciną mogą być zwartymi pakietami zawartości całego pylnika (obu woreczków pyłkowych), ew. u młodszych linii ewolucyjnych storczykowatych mogą dzielić się na kilka woskowatych części (zwykle 4, 6 lub 8). Liczba pyłkowin powstająca na jednym pręciku może być ważną cechą diagnostyczną pozwalającą na odróżnienie podobnych rodzajów roślin storczykowatych, np. w rodzaju katleja (Cattleya) na pręciku powstają 4 pyłkowiny, a u lelia (Laelia) – 8. 
Ziarna pyłku w obrębie pyłkowiny połączone bywają po dwa lub u storczykowatych częściej po cztery, tworząc tetrady. Tetrady łączące się w większe grupy określane są jako massule (massulae). 
U większości storczykowatych pyłkowiny zaopatrzone są w dodatkowe urządzenia ułatwiające przyklejenie się do głowy lub tułowia owada odwiedzającego kwiat. Cały aparat składający się z: pyłkowiny, nóżki (uczepki), lepkiej tarczki nasadowej oraz trzoneczka lub sznureczka, nazywany jest pollinarium.